# Alucinose

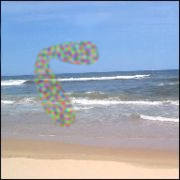
Na pseudoalucinação a pessoa percebe que o objeto sentido não é real.

Alucinose ou pseudoalucinação (do latim hallucinationem, viagem mental) é um termo médico para experiência sensorial involuntária vívida o suficiente em ausência de um objeto, mas que é percebida como irreal, ao contrário das alucinações que se confundem com a realidade em pacientes em surto psicótico. Portanto na alucinose o senso crítico e juízo está conservado para perceber o que é realidade e o que é uma falsa percepção. Pode ser descrita como uma alucinação não-psicótica.
O termo foi cunhado em 1848 por Hegel no seu livro.

## Causas
Pode ser causada por:
- Drogas alucinógenas: como álcool, THC, LSD e ayahuasca.
- Febre alta: mais de 39 oC, especialmente em crianças ou idosos.
- Estímulo de um nervo sensitivo: como ver pontos luminosos pela compressão dos olhos.
- Ausência de estímulos por tempo prolongado: escutar vozes após um dia na prisão solitária.
- Ao acordar: alucinose hipnopômpica ou onirismo, misturando sonho com realidade.
- Por exaustão alucinose hipnagógica, porque a capacidade de atenção está diminuída.
- Abstinência de drogas sedantes: por aumento da sensibilidade nervosa, os nervos se ativam mesmo na ausência de estímulos.

Ao contrário das alucinações normais, que ocorrem quando se vê, ouve, cheira, saboreia ou sente algo que não existe e acredita que essa sensação é um objeto real, nas pseudoalucinações as sensações alteradas são reconhecidas pela pessoa como irreais.

## Exemplos
- Alucinose visual: Depois de consumir cogumelos, um jovem vê as árvores mudando de cor e percebe que era um cogumelo alucinógeno.
- Alucinose auditiva: Escutar uma voz, que reconhece como própria (voz egossintônica), relatando desejos íntimos (sonorização do pensamento), mas mantendo consciência de certo e errado.

## Diagnóstico diferenciais
A alucinose deve ser diferenciada de:
- Alucinação: A pessoa não sabe diferenciar o real do imaginário.
- Ilusão: Confundir um objeto real com outro. Na alucinose o objeto sentido não é percebido por outras pessoas.
- Pareidolia: Ver pessoas/animais em objetos inanimados. Por exemplo: ver rostos onde há apenas dois pontos e um traço o_o :) :( :|
- Escotoma: alterações de uma parte da visão, como pontos negros móveis (similares a moscas), causado por lesões oculares ou nervosas.
- Zumbido: percepção de som agudo persistente causada por lesão na cóclea ou no nervo acústico.
- Aura: distorções da percepção poucos minutos antes de uma convulsão ou enxaqueca.